# محمد الأخباري
الميرزا محمد بن عبد النبي بن عبد الصانع النيشابوري الأخباري (1178 هـ - 1233 هـ). هو رجل دين وفقيه شيعي من مشاهير المدرسة الأخبارية.

## ولادته ونشأته
هو السيد الميرزا محمد بن عبد النبي بن عبد الصانع الذي يرجع نسبه للسيد موسى المبرقع بن الامام محمد الجواد عليه السلام كانت ولادته في الثاني والعشرين من ذي القعدة 1178 هـ / 1765 م بمدينة أكبر آباد الهنديَّة التي تعرف اليوم باسم أگرة، وقد اعتمد الخونساري في ترجمته للأخباري في روضات الجنّات على ما كتبه الأخباري بنفسه، فنقل كلماته ودوَّنها، ومما نقل من كلمات الأخباري أنه «محمد بن عبد النبي بن عبد الصانع أبو أحمد المعروف بالمحدّث الأخباري الأسترآبادي جداً، النيسابوري والداً، الهندي مولداً»، فيعرف من هذا أنَّ والده من نيسابور الفارسيَّة، وجدَّه من أسترآباد التي تعرف اليوم بگرگان.
وتكتنف فترة سنيّه الأولى في الهند الغموض حيث لم يفصَّل الحديث عنها، وإن ذكر اسمه ضمن تلامذة حسين الهندي، فإنَّ صح ذلك فيعني أنَّه ابتدأ تعليمه الديني في لكنو قبل هجرته إلى العراق.

## هجرته إلى العراق
ارتحل سنة 1198 هـ من الهند ذاهباً إلى الحج، و«جاور الغريّ، ثم الحائر، ثم مقابر قريش ببغداد» أي أنَّه بعد منتهاه من الحجّ، استوطن العراق، فسكن النجف في بدء أمره، ثم انتقل إلى كربلاء، ومنها إلى الكاظميَّة ببغداد.

## مقتله
هنالك الكثير من الأسباب والدوافع التي تسبَّبت بقتله، وتعود إلى الخلاف الأصولي الأخباري، حيث برز الوحيد البهبهاني في مواجهة
الأخباريَّة، ولمَّا مضى «إلى سبيله تعصَّب تلاميذه لطريقته، وساروا على ذلك النهج من سيرته»، وكان من جملة تلامذته جعفر كاشف الغطاء، ووصفه حفيده محمد حسين آل كاشف الغطاء في ذكر مواجهته للأخباريَّة أنَّه كان «أشدهم ألباً على تلك الشرذمة، وأحرصهم على نقض تلك الحبال المبرمة».

## مؤلفاته
وللأخباري مصنَّفات عديدة وهي كالتالي:
| - تسلية القلوب الحزينة الجاري مجرى الكشكول والسفينة. وهي موسوعة علمية ثرة المعارف والعلوم تقع في عدة مجلدات تتراوح اجزاؤها بين ستمائة وثمانمائة صفحة. - الكتاب المبين والمنهج المستبين. بحث في اثبات امامة الائمة الاني عشر عن طريق القرآن والحديث والعقل من كتب العامة - منية المرتاد في ذكر نفاة الاجتهاد. يقع في 316 صفحة يحتوي على بحوث أصولية في مسألة الاجتهاد والرأي - الرجال الكبير. يقع في 600 صفحة فيه هوامش كثيرة في اطرافه. - كليات الرجال. - تقويم الرجال. - مصادر الأنوار في الاجتهاد والأخبار. - فتح الباب إلى الحق والصواب. - الشهاب الثاقب. - ميزان التمييز في العلم العزيز. - دوائر العلوم وجداول الرسوم. يقع في حوالي 100 صفحة وجعل لكل علم دائرة أو جدول فيه الكيمياء والطب والحروف والاسطرلاب والفلك والفقه والأصول والسيرة وكل المعارف التي مارسها المؤلف - ذخير الألباب إلى كل علم فيه باب. - فصل الخطاب في نقض مقالة ابن عبد الوهاب. يقع في 106 صفحة وهي رسالة للرد على محمد بن عبد الوهاب - ومضة النور من شاهق الطور. - الصارم البتار لقط الفجار وقد الأشرار. 3 مجلدات - أماليه في الرد على النصارى. - التحفة في الفقه. - مجالي الأنوار. - مجالي المجالي. - نجم الولاية. - شمس الحقيقة. - حقيقة الأعيان في معرفة الإنسان. - حقيقة الشهود في معرفة المعبود | - الرسالة البرهانية في التكليف والبيان. - الحجر الملقم. - الصيحة بالحق على من ألحد وتزندق. - كشف القناع عن حجية الإجماع. - حرز الحواس عن وسوسة الخناس. - النور المقذوف في القلب المشغوف. - الطهر الفاصل بين الحق والباطل. - الدر الفريد ومعراج التوحيد. - حسن الاتفاق في تحقيق الصداق. - السعرة النارية في أجوبة المسائل اللارية. - نشرة الاخوان في مسألة القليان في موضوع التتن. - رسالة القسورة. - نفثة الصدور. في الرد على الصوفيَّة. - قبة العجول. - أنموذج المرتاضين. - الاعتذار. - تحفة الأمين والدر الثمين. - إنسان العين. - موارد الرشاد. - نبراس العقول - معاول العقول لقلع أساس الأصول. ردَّ فيه على كتاب أساس الأصول لدلدار علي الهندي. - النبأ العظيم. - صحيفة الصبا في ذكر أهل الاجتبا. - إيقاظ النبيه في ذكر ما جمع عليه واختلف الفقيه. - السيف المسلول على محرفي دين الرسول. - إعصار فيه نار. - الحجة البالغة. - ديوان شعر بالفارسيَّة، وآخر بالعربيَّة. |

## تلامذته
- جواد سياه بوش